# 索尔涅奇内 (哈巴罗夫斯克边疆区)
索尔涅奇内（羅馬化：Solnechnyy）是俄罗斯哈巴罗夫斯克边疆区的市级镇，为索尔涅奇内区行政中心及规模最大聚居地，也是该区唯一的一座市级镇。地处哈巴罗夫斯克边疆区南部，位于阿穆尔河流域锡林卡河（Силинка）河畔，在边疆区首府哈巴罗夫斯克（伯力）东北方。附近较大城市有阿穆尔河畔共青城。
该地2022年人口有11,729人；2010年人口13,306；2002年人口14,415；1989年人口17,331。